# Rhinolophus subbadius
Rhinolophus subbadius is een zoogdier uit de familie van de hoefijzerneuzen (Rhinolophidae). De wetenschappelijke naam van de soort werd voor het eerst geldig gepubliceerd door Blyth in 1844.